# Никулин, Владимир Иванович
Влади́мир Ива́нович Нику́лин (род. 22 января 1952 года, Соликамск, Пермская область, РСФСР, СССР) — советский хоккеист.

## Биография
Родился в 1952 года в Соликамске. Воспитанник местной хоккейной команды «Металлург» (первый тренер В. Г. Голубев), созданной при Соликамском магниевом заводе. В 1971 году переехал в Кирово-Чепецк и стал играть за местный клуб «Олимпия».
В сезоне 1977/1978 выступал за тольяттинское «Торпедо», затем на один сезон вернулся в «Олимпию». Завершил игровую карьеру в сезоне 1979/1980, представляя команду высшей лиги чемпионата СССР «Автомобилист» из Свердловска.